# 파야타이

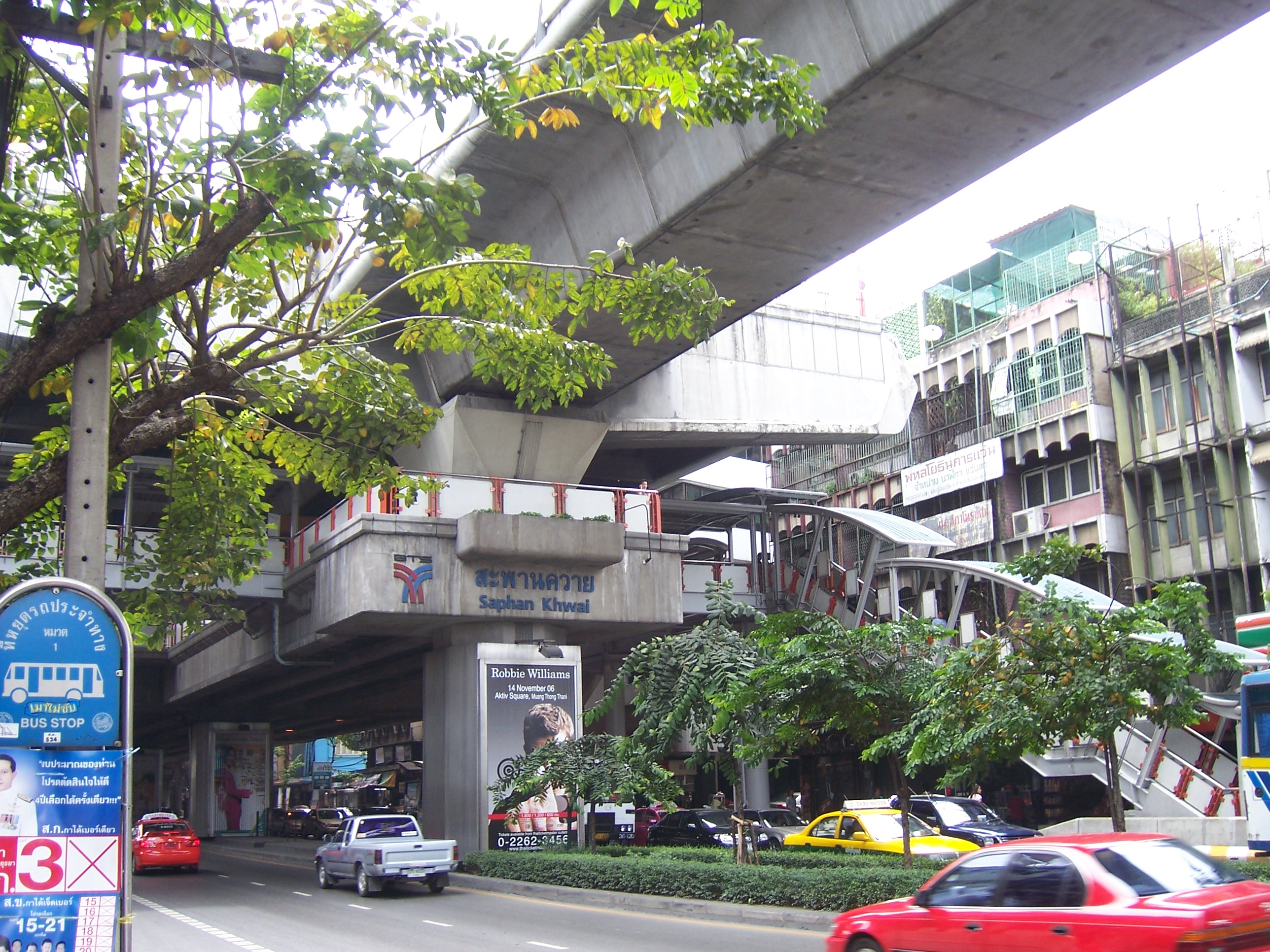

파야타이(พญาไท)는 방콕의 행정 구역이다. 이 지역의 총 인구 수는 2017년 기준으로 70238명이다. 인구 밀도는 7,320.27km2이다. 태국 방콕 중심부에 있는 지역이다. 북쪽에서 시계 방향으로 인근 지역은 방쓰, 짜뚜짝, 딘댕, 랏차테위 및 두싯이다. 이름을 공유하고 있음에도 불구하고 경계 변경으로 인해 파야 타이 로드(Phaya Thai Road)와 파야 타이 BTS역은 인접한 랏차테위 지구에 있다.

## 행정 구역
| 1. | Sam Sen Nai | สามเสนใน |
| 2. | Phaya Thai  | พญาไท    |